# Royal Aircraft Factory S.E.5
Die Royal Aircraft Factory S.E.5 war ein britisches Doppeldecker-Jagdflugzeug und kam ab 1917 im Ersten Weltkrieg zum Einsatz.

## Entwicklung
Unter den Bezeichnungen F.E.10 und S.E.5 (Scout Experimental 5) wurde von Henry P. Folland, J. Kenworthy und Major F.W. Goodden bei der Royal Aircraft Factory in Farnborough zwei Flugzeugtypen für den Einbau des neuen 150 PS (110 kW) starken Hispano-Suiza 8a-V8-Motors entwickelt. Dort waren bereits zahlreiche Kampfzweisitzer wie die B.E.2, die F.E.2 und die R.E.8 entwickelt worden.
Der erste Prototyp flog am 28. November 1916. Der Motor war jedoch unzuverlässig und noch nicht einsatzreif. Die beiden ersten Prototypen stürzten ab. Der Testpilot Major F.W. Goodden kam am 28. Januar 1917 ums Leben, als die Tragflächen seiner S.E.5 abbrachen. Der überarbeitete dritte Prototyp auf Basis der S.E.5 erwies sich jedoch als außergewöhnlich stabiles Flugzeug, das auch extreme Sturzflüge bei Höchstgeschwindigkeit überstand, so dass die Maschine in Produktion gehen konnte.
Die S.E.5 wurde als eines der ersten britischen Flugzeuge mit einem synchronisierten Maschinengewehr bewaffnet: Das 7,7-mm(.303-inch)-Vickers-MG war an der linken Seite des Rumpfes montiert. Über der oberen Tragfläche war zusätzlich ein 7,7-mm-Lewis-MG auf einer Foster-Lafette montiert, das auch ein Zielen nach oben ermöglichte, so dass gegnerische Flugzeuge von unten angegriffen werden konnten. So blieb die Maschine auch beim eventuellen Versagen des noch unzuverlässigen Synchronisationsgetriebes kampfbereit. Die ersten 25 Maschinen hatten eine halbgeschlossene Cockpitverglasung, auf die später verzichtet wurde, und eine Spannweite von 8,53 m, die später verkürzt wurde. Das Cockpit lag hinter den Tragflächen, was die Sicht über die lange Nase etwas erschwerte, aber ansonsten war die Sicht gut. Für Angriffe auf Bodenziele konnten Cooper-Bomben unter den Tragflächen angebracht werden.
Nachdem 77 S.E.5 gebaut worden waren, lief die Produktion der leistungsstärkeren S.E.5a. an, die meist einen Vierblatt-Propeller erhielt. Sie unterschied sich von der S.E.5 durch eine längere Nase, Kühlerrippen und verlängerte Auspuffrohre. Außerdem entfernten die Piloten oft die Nackenstütze, um die Rundumsicht zu verbessern. Ab Dezember 1917 wurden die vorderen Streben des V-Fahrgestells verstärkt. Mit der Einführung eines 200 PS (147 kW) starken Hispano-Suiza- oder Wolseley-Viper-Motors (Triebwerk von Hispano-Suiza mit erhöhter Kompression) wurden die anfänglichen Motorprobleme gelöst und die Geschwindigkeit um 45 km/h erhöht.
5.265 S.E.5 wurden von sechs verschiedenen Herstellern geliefert:
- 1650 von Austin Motors
- 560 von der Air Navigation and Engineering Company
- 258 von Curtiss
- 258 von Martinsyde
- 200 von der Royal Aircraft Factory
- 2164 von Vickers
- und 431 von der Wolseley Motor Company[3]

Einige Maschinen wurden zu Schulungszweisitzern umgebaut, und Curtiss plante den Bau von 1.000 S.E.5 in den USA, von denen jedoch nur die erste bei Kriegsende fertiggestellt war.

## Einsatz
Die S.E.5 kam ab März 1917 zur No. 56 Squadron der Royal Flying Corps – zu einer Zeit, als die deutschen Jagdflieger die Luft über den Schützengräben in Flandern beherrschten. Der Staffelführer Major Bloomfield ließ die anfangs angebrachten überdimensionierten Windschutzverglasungen abmontieren, um die Verletzungsgefahr bei Bruchlandungen zu verringern. Am 7. April wurde das erste Flugzeug nach Frankreich verlegt und 22. April 1917 erfolgte der erste Patrouillenflug an der Westfront über Frankreich. Die leistungsstärkere S.E.5a kam ab Juni 1917 zum Einsatz.
Obwohl die Flieger sich zunächst skeptisch zeigten, gewannen sie bald Vertrauen in die Stabilität und die guten Flugeigenschaften der S.E.5, klagten jedoch über die zu schwachen Motorleistungen. Auch die Squadrons 40 und 60 erhielten einige S.E.5. Die 56. blieb die einzige Staffel, die vollständig mit den 150-PS-S.E.5 ausgerüstet wurde – alle anderen S.E.5-Staffeln erhielten bereits die 200 PS starke S.E.5a, darunter die Squadrons 15, 24, 40, 41, 56, 60, 68 und 84. Durch Engpässe bei der Lieferung von Hispano-Suiza-Motoren mit Reduktionsgetriebe – die von französischen Lieferfirmen zu liefernden Motoren wurden gleichzeitig für die französischen SPAD S.VII und S.XIII benötigt – gelangten jedoch weniger S.E.5a als Sopwith Camel an die Front, so dass viele Einheiten noch bis Anfang 1918 auf die Ablösung ihrer veralteten Airco D.H.5 und Nieuport 24 warten mussten. Ersatzweise griff man schließlich auf den 200-PS-Wolseley-Viper-Motor mit Direktantrieb zurück, der sich ausgezeichnet bewährte, schließlich bei allen S.E.5a eingebaut wurde und dem Flugzeug mit seinem kantigeren Frontkühler sein typisches Aussahen gab.
Im Jahre 1918 waren 21 britische und zwei US-amerikanische Staffeln mit S.E.5 ausgestattet. Etwa 38 von Austin hergestellte S.E.5a wurden von der American Expeditionary Force meist für die 25th Aero Squadron übernommen.
Die Sopwith Camel und die S.E.5 trugen ab Sommer 1917 erheblich dazu bei, die Luftherrschaft für die Alliierten an der Westfront zu erlangen und bis Kriegsende zu behaupten. Viele der alliierten Fliegerasse flogen die S.E.5, darunter Albert Ball, Andrew Beauchamp-Proctor, Billy Bishop, Raymond Collishaw, Cecil Lewis, Edward Mannock und James McCudden.
Die S.E.5 war eines der schnellsten Flugzeuge ihrer Zeit und erreichte 222 km/h – damit lag sie im Bereich der SPAD S.XIII. Sie erreichte zwar nicht die Wendigkeit der Spads, Nieuports und Sopwith Camels im Kurvenkampf, dafür war sie auch in den Händen unerfahrener Piloten leichter und sicherer zu fliegen und der deutschen Albatros D.III und D.V sowie der Pfalz D.III und der Fokker Dr.I überlegen. Ihre lange Nase erschwerte allerdings das Landen, insbesondere bei schlechter Sicht oder Dunkelheit. Als sich später die deutsche Fokker D.VII mit ihren hervorragenden Höhenflugeigenschaften der Sopwith Camel als überlegen erwies, war die S.E.5a immer noch ebenbürtig. Der erfolgreiche britische Kampfflieger James McCudden schrieb über die S.E.5a:

“It was very fine to be in a machine that was faster than the Huns, and to know that one could run away just as things got too hot.”

„Es war sehr gut, in einer Maschine zu sein, die schneller als die der Hunnen war, und zu wissen, dass man fliehen konnte, wenn die Lage zu heiß wurde.“

Der Staffelführer der 84. Squadron der RFC, Sholto Douglas, listete folgende Eigenschaften über das Flugzeug auf:
- komfortabel mit einer guten Rundumsicht
- hohe Leistung und Manövrierfähigkeit bei großer Flughöhe
- stabil und schnell, um Geschwindigkeit durch Sturzflug zu gewinnen
- nützlich sowohl im Offensiv- als auch Defensivkampf
- stabile Konstruktion
- zuverlässiger Motor

### Leistungsvergleich
Leistungsvergleich von Jagdeinsitzern im Fronteinsatz zum Ende des Ersten Weltkriegs:
| Name                   | Staat                  | Erstflug   | Indienststellung | Motorleistung | max. Geschwindigkeit | Startmasse | Bewaffnung (MG) | Gipfelhöhe | Stückzahl |
| ---------------------- | ---------------------- | ---------- | ---------------- | ------------- | -------------------- | ---------- | --------------- | ---------- | --------- |
| Albatros D.III         | Deutsches Reich        | 1916-08-01 | 1917-01-15       | 170 PS        | 165 km/h             | 886 kg     | 2               | 5.500 m    | 1352      |
| S.E.5a                 | Vereinigtes Königreich | 1916-11-22 | 1917-03-15       | 200 PS        | 222 km/h             | 880 kg     | 2               | 5.185 m    | 5205      |
| Sopwith Camel          | Vereinigtes Königreich | 1916-12-31 | 1917-06-15       | 130 PS        | 185 km/h             | 659 kg     | 2               | 5.791 m    | 5490      |
| Sopwith Dolphin        | Vereinigtes Königreich | 1917-03-23 | 1918-02-15       | 200 PS        | 211 km/h             | 890 kg     | 2               | 6.100 m    | 2072      |
| Albatros D.Va          | Deutsches Reich        | 1917-04-15 | 1917-07-15       | 185 PS        | 187 km/h             | 937 kg     | 2               | 6.250 m    | 2562      |
| Pfalz D.IIIa           | Deutsches Reich        | 1917-04-15 | 1917-08-15       | 180 PS        | 181 km/h             | 834 kg     | 2               | 6.000 m    | 750       |
| SPAD S.XIII            | Frankreich             | 1917-04-30 | 1917-05-31       | 220 PS        | 222 km/h             | 820 kg     | 2               | 6.650 m    | 8472      |
| Nieuport 28            | Frankreich             | 1917-06-14 | 1918-03-15       | 160 PS        | 195 km/h             | 740 kg     | 2               | 5.200 m    | 300       |
| Fokker Dr.I            | Deutsches Reich        | 1917-07-05 | 1917-09-01       | 130 PS        | 160 km/h             | 585 kg     | 2               | 6.500 m    | 420       |
| Sopwith Snipe          | Vereinigtes Königreich | 1917-10-31 | 1918-08-30       | 230 PS        | 195 km/h             | 955 kg     | 2               | 6.100 m    | 497       |
| L.F.G. Roland D.VIa    | Deutsches Reich        | 1917-11-30 | 1918-05-15       | 160 PS        | 190 km/h             | 820 kg     | 2               | 5.500 m    | 353       |
| Siemens-Schuckert D.IV | Deutsches Reich        | 1917-12-31 | 1918-08-15       | 160 PS        | 190 km/h             | 735 kg     | 2               | 8.000 m    | 123       |
| Fokker D.VII           | Deutsches Reich        | 1918-01-24 | 1918-04-15       | 180 PS        | 189 km/h             | 910 kg     | 2               | 6.000 m    | 800       |
| Fokker D.VIIF          | Deutsches Reich        | 1918-01-24 | 1918-04-15       | 226 PS        | 205 km/h             | 910 kg     | 2               | 7.000 m    | 200       |
| Pfalz D.VIII           | Deutsches Reich        | 1918-01-24 | 1918-09-15       | 160 PS        | 190 km/h             | 740 kg     | 2               | 7.500 m    | 120       |
| Pfalz D.XII            | Deutsches Reich        | 1918-03-31 | 1918-07-15       | 160 PS        | 180 km/h             | 902 kg     | 2               | 5.640 m    | 750       |
| Fokker D.VIII          | Deutsches Reich        | 1918-05-31 | 1918-07-31       | 110 PS        | 204 km/h             | 605 kg     | 2               | 6.300 m    | 289       |

## Bilder

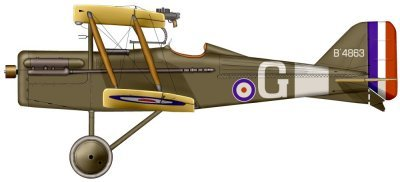
S.E.5a von Major James McCudden
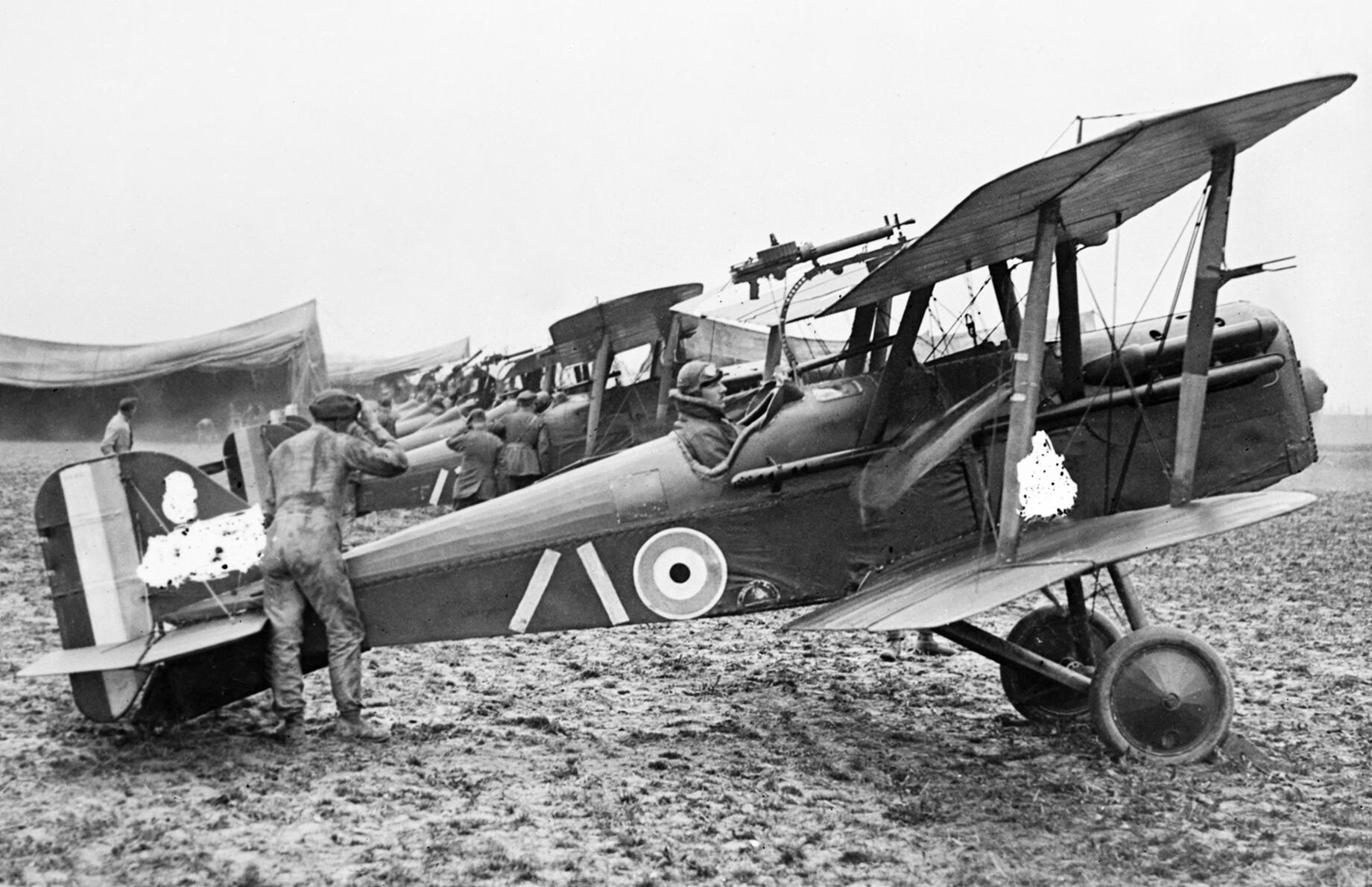
Eine Squadron S.E.5a (Die Seriennummern wurden durch die Zensur entfernt, dagegen blieben die auffälligen Markierungen der Squadron 32 der RAF erhalten)
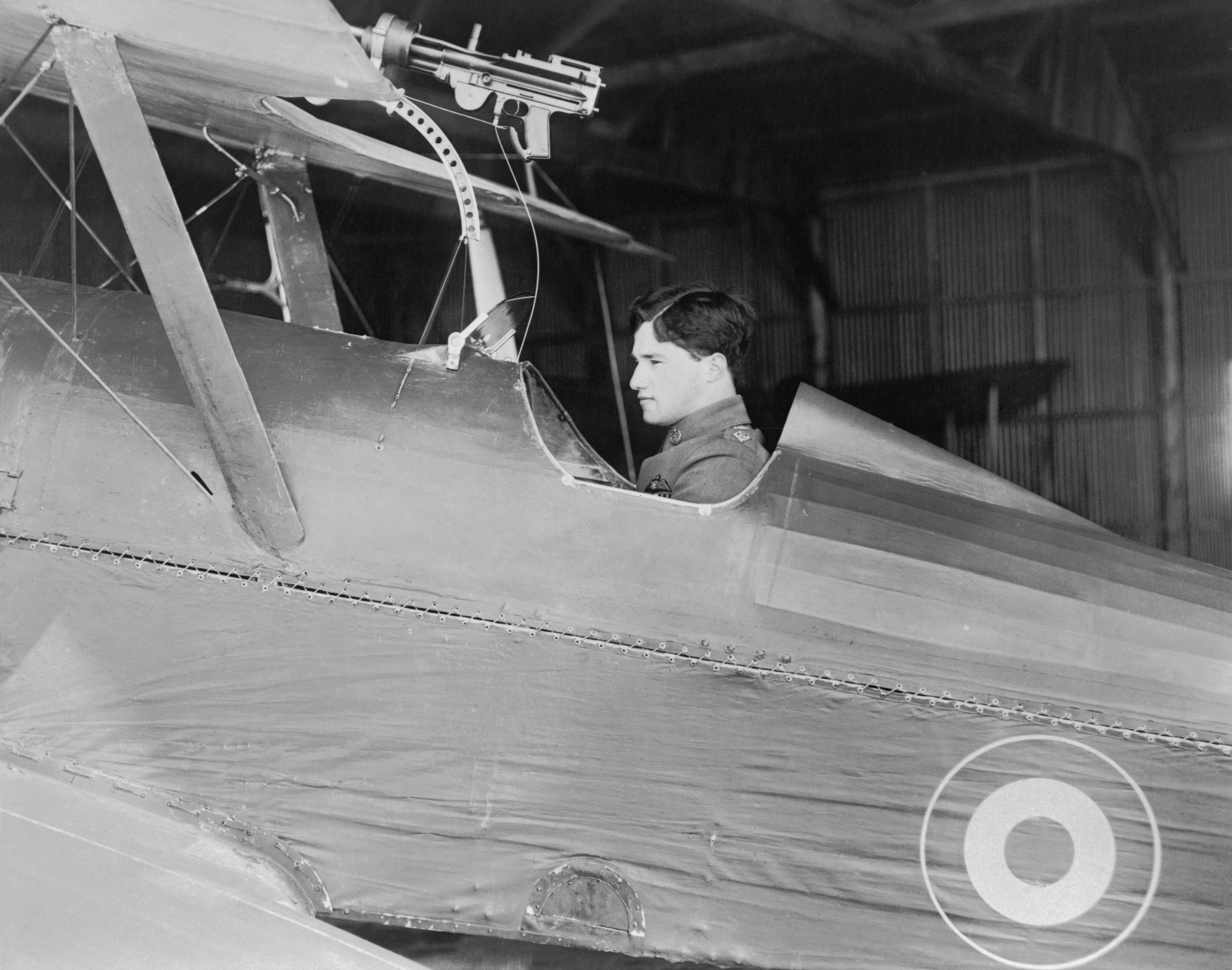
Albert Ball im Cockpit seiner S.E.5a
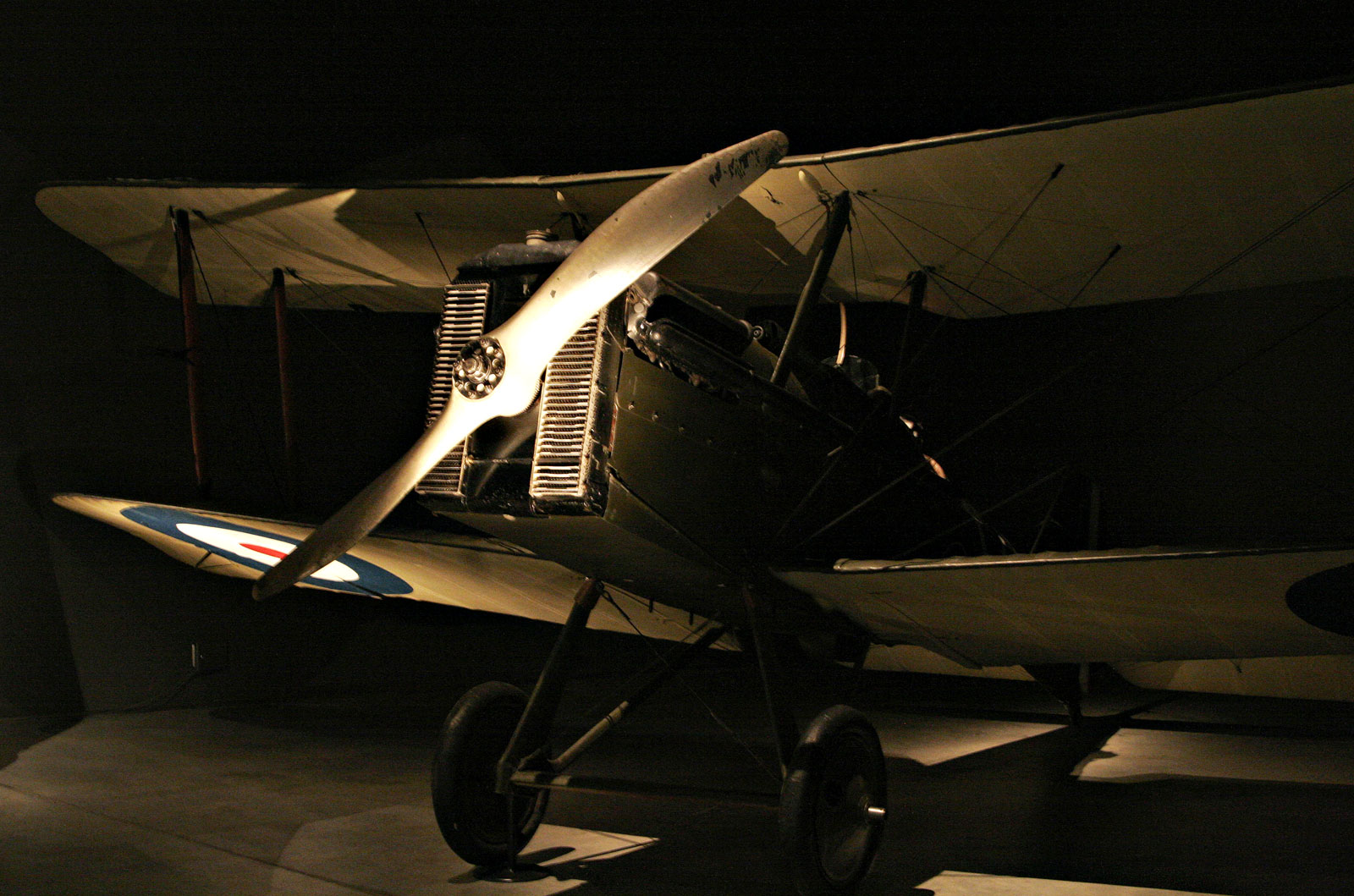
S.E.5 im Australian War Memorial
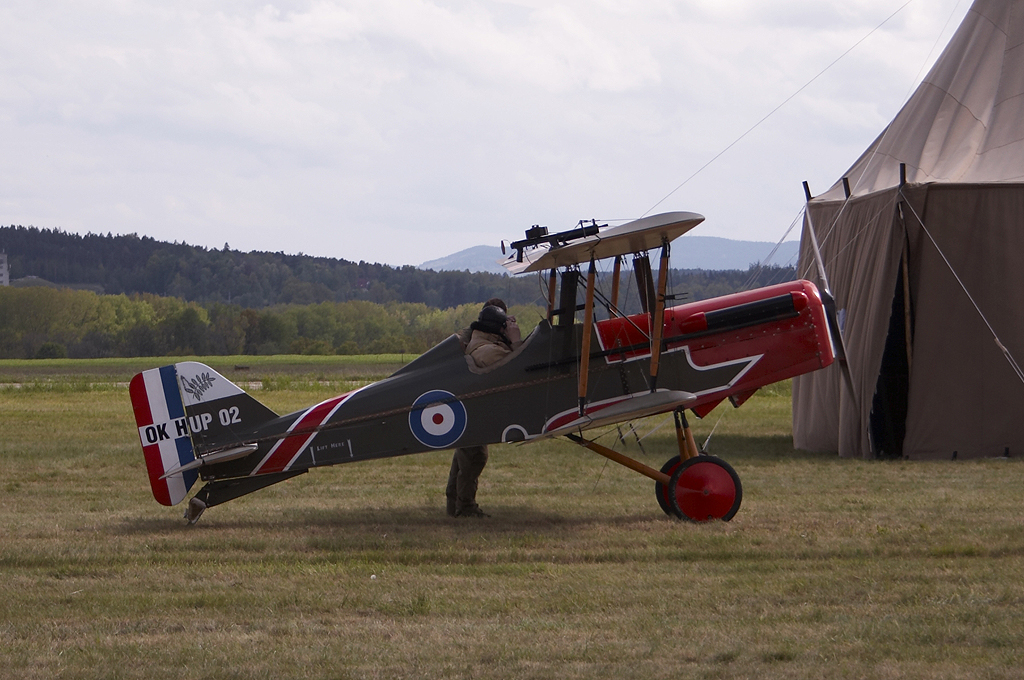
Nachbau einer S.E.5a
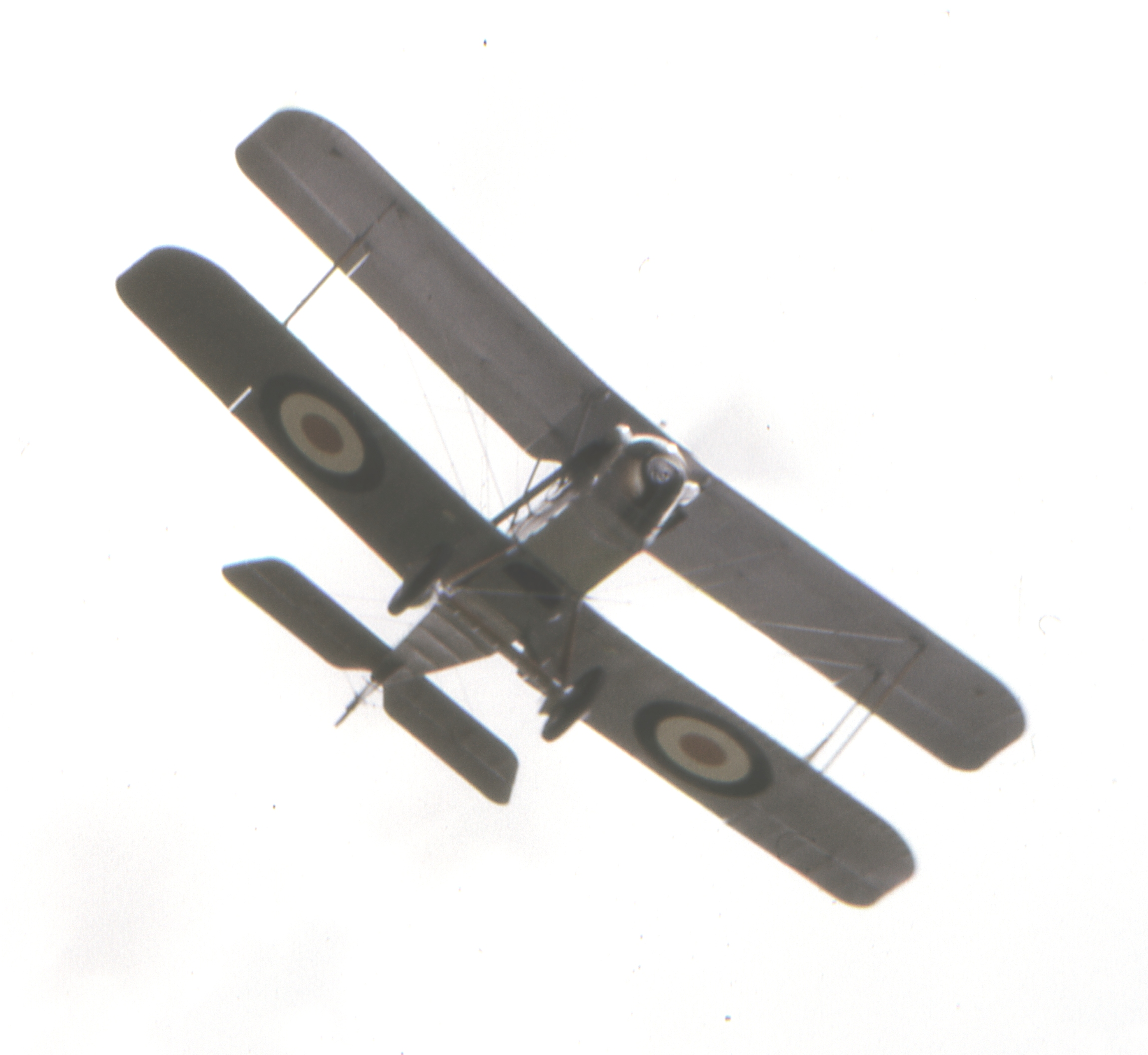
S.E.5a der Shuttleworth Collection in Farnborough 1962 mit der RAF-Seriennummer D7000
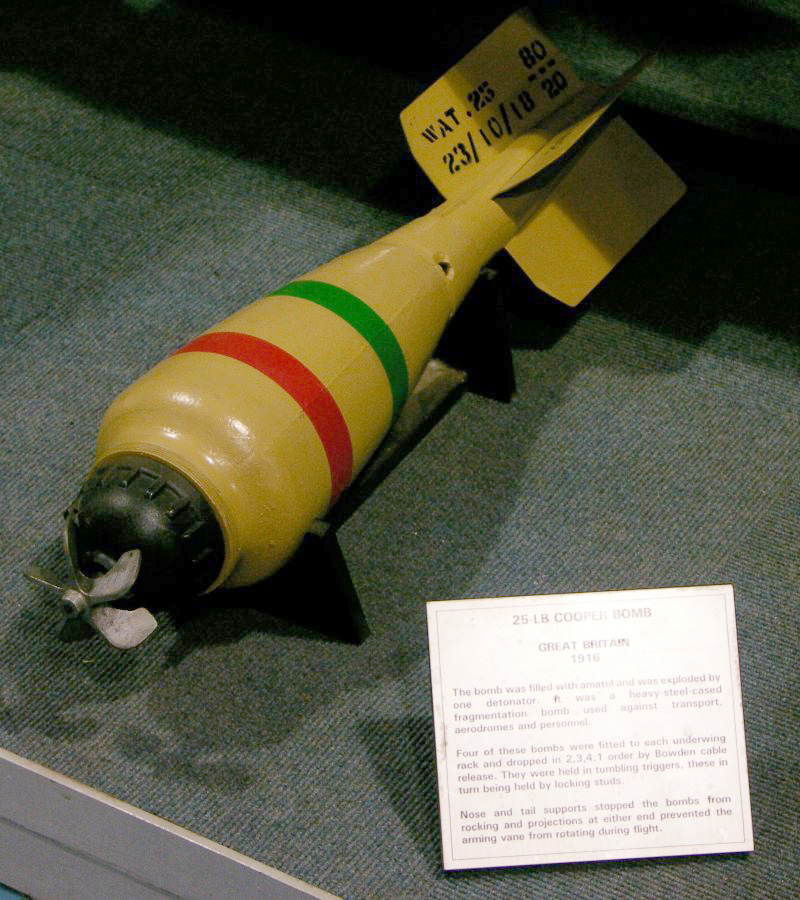
25lb-Cooper-Bombe

## Technische Daten

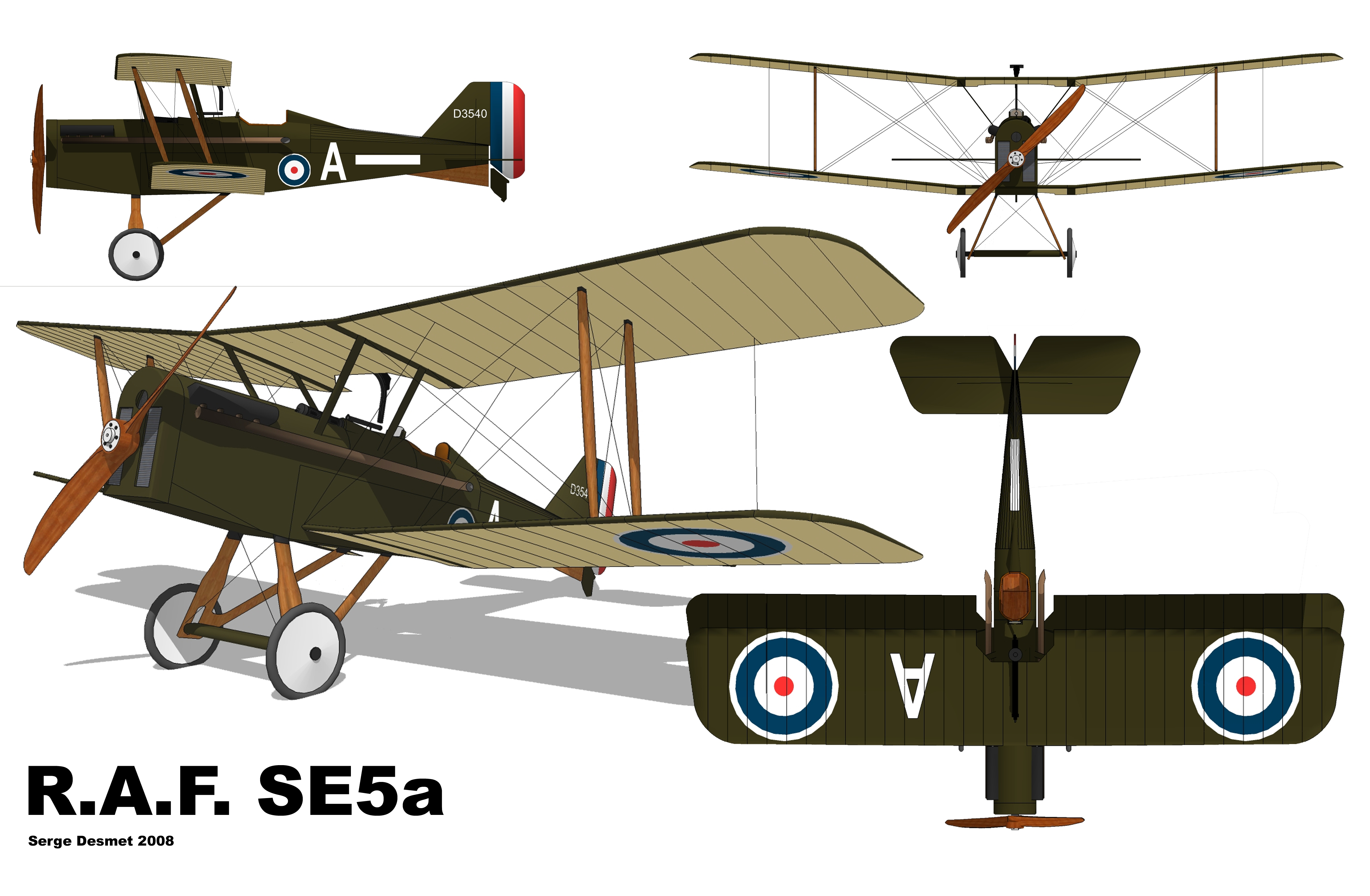
Dreiseitenansicht

| Kenngröße             | Daten Royal Aircraft Factory S.E.5a                                                                                                |
| --------------------- | --- |
| Besatzung             | ein Pilot |
| Länge                 | 6,38 m |
| Spannweite            | 8,11 m |
| Flügelfläche          | 22,67 m² |
| Höhe                  | 2,89 m |
| Leermasse             | 639kg |
| Startmasse            | 880 kg |
| max. Startmasse       | 902 kg |
| Antrieb               | 1 × Wolseley-Viper-V8, 200 PS (147 kW)                                                                                             |
| Höchstgeschwindigkeit | 222 km/h |
| Reichweite            | 483 km |
| Dienstgipfelhöhe      | 5185 m |
| Bewaffnung            | 1 × 7,7-mm-Vickers-MG mit Constantinesco-Synchronisationsgetriebe, 1 × 7,7-mm-Lewis-MG auf Foster-Lafette, 4 × 11-kg-Cooper-Bomben |
| Stückzahl             | 5205 |

## Varianten
S.E.5Erster Serientyp, Kampfeinsitzer mit Hispano-Suiza-8a-Motor, 150 PS (110 kW).
S.E.5aLeistungsgesteigerter Serientyp mit 200 PS (147 kW) leistendem Hispano-Suiza-8b-V-8- oder Wolseley-Viper-Motor.
S.E.5baus einer S.E.5a umgebauter Prototyp als Eineinhalbdecker mit stromlinienförmigem Bug und versenkbarem Kühler und einer Propellerhaube. Das Flugzeug wurde im Januar 1919 wieder mit konventionellen Tragflächen ausgestattet und war bis in die 1920er-Jahre im Einsatz.
Eberhart S.E.5eUmbau der S.E.5a durch die amerikanische Eberhart Steel Products Company mit 180-PS-Wright-Hispano-E-Motor; 50 Flugzeuge wurden umgebaut, aber nur eins fertiggestellt, das am 20. August 1918 seinen Erstflug absolvierte.

## Einsatzverbände
Argentinien
- Argentinische Marine – Eine SE.5a im Einsatz von 1926 bis 1929.

 Australien
- Australian Flying Corps: Die No. 2 Squadron des Australian Flying Corps in Frankreich sowie die Ausbildungsstaffeln 5 und 6 des AFC in Großbritannien verwendeten die S.E.5a. Die Royal Australian Air Force setzte S.E.5a in der No. 1 und 3 Squadron sowie in der No. 1 Flying Training School des RAAF ein.

 Kanada
- Canadian Air Force
- Royal Canadian Air Force

 Chile
- Chilenische Luftwaffe

 Irland
- Irish Air Service / Irish Air Corps

 Polen
- Die 7. Flugstaffel setzte 1920 eine S.E.5a beim Polnisch-Sowjetischen Krieg ein[7]

 Südafrikanische Union
- South African Aviation Corps

 Vereinigtes Königreich
- Royal Flying Corps / Royal Air Force: S.E.5a wurden von den RAF-Squadrons 1, 17, 24, 29, 30, 32, 40, 41, 47, 50, 56, 60, 61, 64, 68, 72, 74, 78, 81, 84, 85, 87, 92, 93, 94, 111, 143, 145, 150 und 229 an der Westfront, in Palästina, Mesopotamien, an der Saloniki-Front, in Ägypten und England in der Home Defence geflogen.

 Vereinigte Staaten
- American Expeditionary Force
- US Army Air Service

## Erhaltene Flugzeuge
Nach dem Krieg waren die Flugzeuge zum Teil zu einem Preis von fünf Pfund zu haben gewesen.
Eine originale S.E.5a gehört zur Shuttleworth Collection in Old Warden in England. Ursprünglich mit der Seriennummer F904 der No. 84 Squadron RAF zugeordnet, flog die Maschine mit der zivilen Zulassung G-EBIA von September 1923 bis Februar 1932, bevor sie restauriert und der Shuttleworth Collection übergeben wurde.
Vier originale Rümpfe befinden sich im Science Museum, London, dem Royal Air Force Museum in London, dem South African National Museum of Military History in Johannesburg/Südafrika und dem Australian War Memorial in Canberra.
Drei detailgenaue Nachbauten wurden mit der Bezeichnung Se.5a-1 von The Vintage Aviator Limited in Neuseeland hergestellt und vom Hood Aerodrome in Masterton übernommen. Eine weitere S.E.5a wurde in den 1980er-Jahren von John Tetley und „Bill“ Sneesby nach Originalplänen nachgebaut und an das Memorial Flight in La Ferte Alais/Frankreich übergeben, wo es mit Originalteilen (Motor, Tank, Instrumente) ergänzt und in den Farben der S.E.5a bemalt wurde, die Lt. H. J. „Hank“ Burdensof im April 1918 bei der 56. Squadron geflogen hatte.